# Азійська автомагістраль AH5
Азійська автомагістраль 5 (AH5) — це маршрут зі сходу на захід мережі Азійських автомобільних доріг, протяжністю 10,380 км від Шанхаю, Китай через Казахстан, Киргизстан, Узбекистан, Туркменістан, Азербайджан, Грузію до кордону між Туреччиною та Болгарією на захід від Стамбула, де він сполучається з AH1 та E80.

## Китай
4 815 км
- G42: Шанхай - Усі - Нанкін

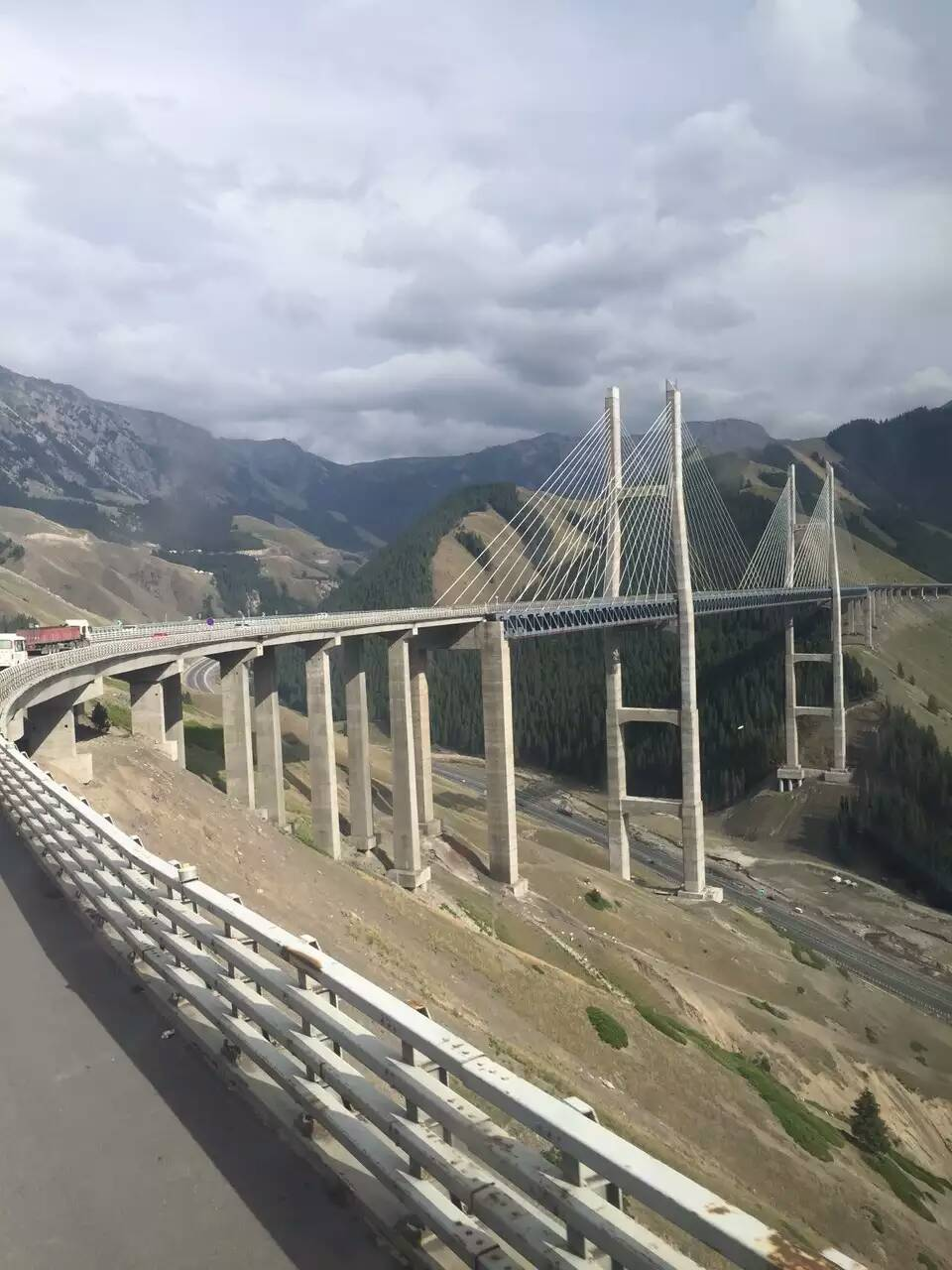
Автострада Ляньхуо в Китаї

- G40: Нанкін - Хефей -  Луань - Хуанчуань - Сіньян - Наньян - Сіся - Ланьтянь Бацяо - Сіань
- G30: Сіань - Баоцзі - Тяньшуй - Дінсі - Ланьчжоу -  Увей - Чжан'є - Цзяюйгуань - Гуачжоу -  Хамі - Турфан - Турфан - Урумчі -  Куйтун -  Хоргос

## Казахстан
- A 2:  Хоргос -  Коктал - Шонжи - Алмати - Каскелен - Кенен
- A 2 (Гілка): Кенен - Кордай - кордон Киргизстану

## Киргизстан
- ЭМ-01  ЭМ-01 Road: Border of Казахстан - Бішкек
- ЭМ-02  ЭМ-02 Road: Бішкек обхід
- ЭМ-04  ЭМ-04 Road: Бішкек - Кара-Балта
- ЭМ-03  ЭМ-03 Road: Кара-Балта - Чалдовар

## Казахстан
- M 39: Чалдовар -   Мерке
- A 2: Мерке - Тараз - Шимкент - Жибек Жоли

## Узбекистан
677 км
- M39 : кордон Казахстану - Ташкент - Чиназ - Сирдар'я
- M34 : Сирдар'я - Окултін
- A373 : Окултін - Сардоба
- M39 : Сардоба - Джиззак - Самарканд
- M37 : Самарканд -  Навої - Бухара - Алат - кордон Туркменістану

## Туркменістан
1227 км
Фарап - Туркменабат - Мари - Теджен - Ашгабат - Сердар - Туркменбаші

## Розрив
- Каспійське море

## Азербайджан
515 км
- Шосе М2: Баку - Алат - Газі-Мухаммад - Гянджа - Ґазах - Кирмізі Корпу

## Грузія
489 км
- ს 4: Червоний міст - Руставі
- ს 9: Руставі - Тбілісі
- ს 1: Тбілісі - Сенакі
- ს 2: Сенакі - Поті - Батумі - Сарпі

## Туреччина
960 км
- D.010: Сарп - Трабзон - Самсун
- D.795: Самсун - Мерзифон
- D.100: Мерзифон - Гереде
- O-4: Гереде - Стамбул
- O-2: Стамбул
- O-3: Стамбул - Едірне - Капикуле (Болгарія, А 4 (автомагістраль Маріца))